# Kościół św. Jana Nepomucena w Bystrzycy Kłodzkiej
Kościół św. Jana Nepomucena w Bystrzycy Kłodzkiej – kościół filialny parafii św. Michała Archanioła w Bystrzycy Kłodzkiej. W przeszłości kościół pełnił rolę świątyni szpitalnej. Znajduje się w widłach Nysy Kłodzkiej i jej dopływu, Bystrzycy (Plac Szpitalny i ul. Kolejowa).

## Historia
Kościół pomocniczy pod wezwaniem św. Jana Nepomucena powstał w XIV wieku jako budowla towarzysząca wybudowanemu poza murami miasta szpitalowi. Zespół ten usytuowany został przy dawnej drodze, biegnącej od Bramy Wodnej przez most na Bystrzycy i dalej na południe, w kierunku Przełęczy Międzyleskiej. Wielokrotnie zmieniano wezwanie kościoła – pierwotne wezwanie NPM zmieniono na św. św. Piotra i Pawła, później św. Antoniego, a od 1833 roku na św. Jana Nepomucena.
W przeszłości świątynia była wielokrotnie niszczona, ostatni raz na skutek pożaru. W roku 1833 kościół został odbudowany w ostatecznym, obecnym kształcie.

Decyzją wojewódzkiego konserwatora zabytków z dnia 17 grudnia 1958 roku budynek został wpisany do rejestru zabytków.

## Architektura
Kościół posiada prezbiterium w kształcie półkolistej absydy, od północy zakrystię, a po stronie zachodniej dzwonnicę, nakryta dachem namiotowym. Bryła budowli jest nakryta dachem dwuspadowym, nawa posiada dwuprzęsłowe sklepienie żaglaste na gurtach. We wnętrzu świątyni zachowało się oryginalne wyposażenie z okresu budowy. Główną ozdobą kościoła jest wykonany w stylu schyłkowego baroku ołtarz poświęcony św. Janowi Nepomucenowi. Najważniejszym elementem ołtarza jest obraz, na którym przedstawiony jest święty wraz z aniołkiem. Przykładające palec do ust putto, jest aluzją do zachowanej przez patrona kościoła tajemnicy spowiedzi. W świątyni znajdują się organy o klasycystycznym prospekcie, wykonane przez Alberta Vogla z Ząbkowic. Ich fundatorem był biskup wrocławski Joseph II Knauer. Informuje o tym umieszczony na prospekcie napis i herb fundatora. W kościele jest interesujący witraż, przedstawiający św. Franciszka, ufundowany przez miasto, a wykonany w roku 1912 przez Karola Busha. W przeszłości na wieży był zainstalowany zegar, pochodzący z 1840 r. 

## Galeria

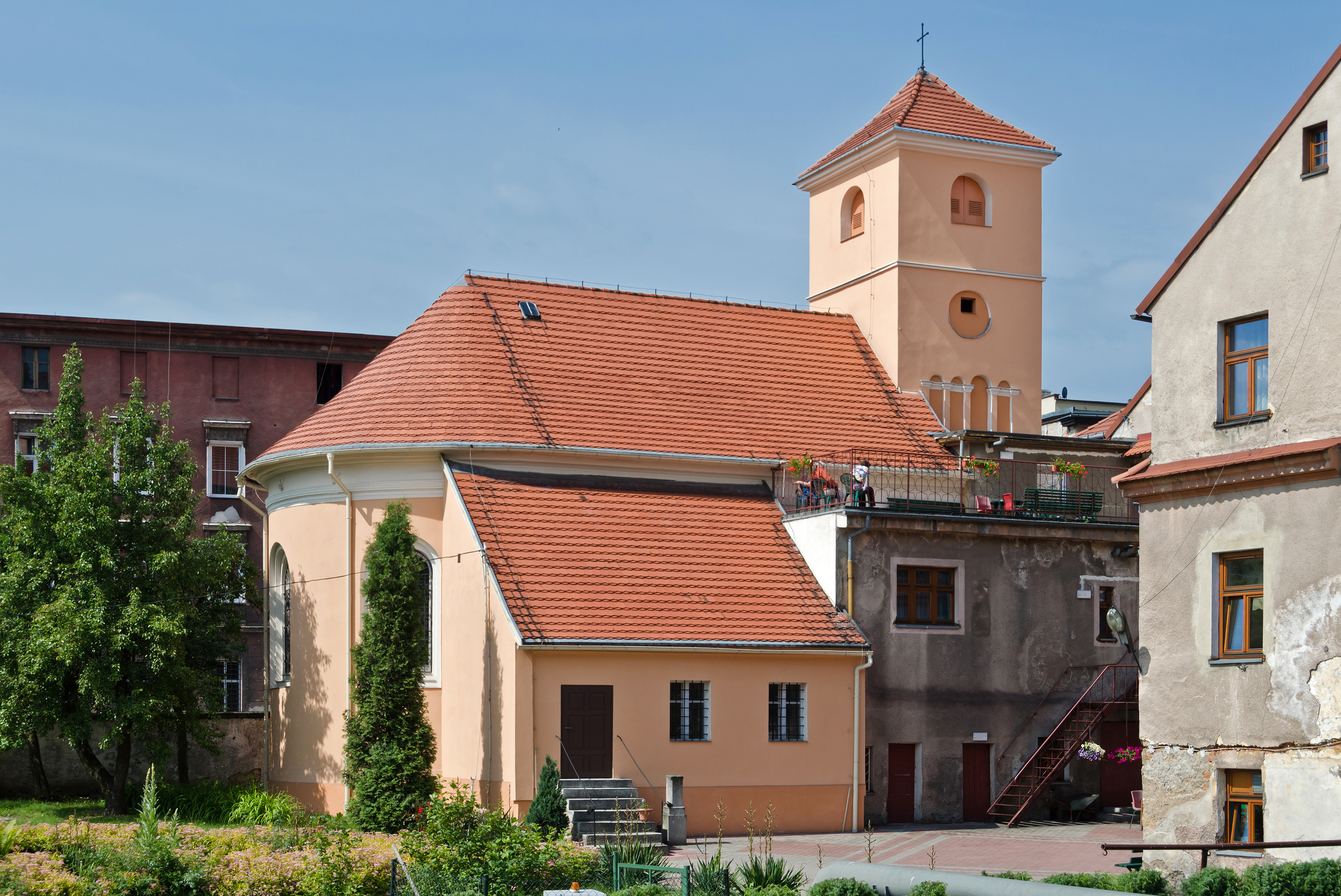
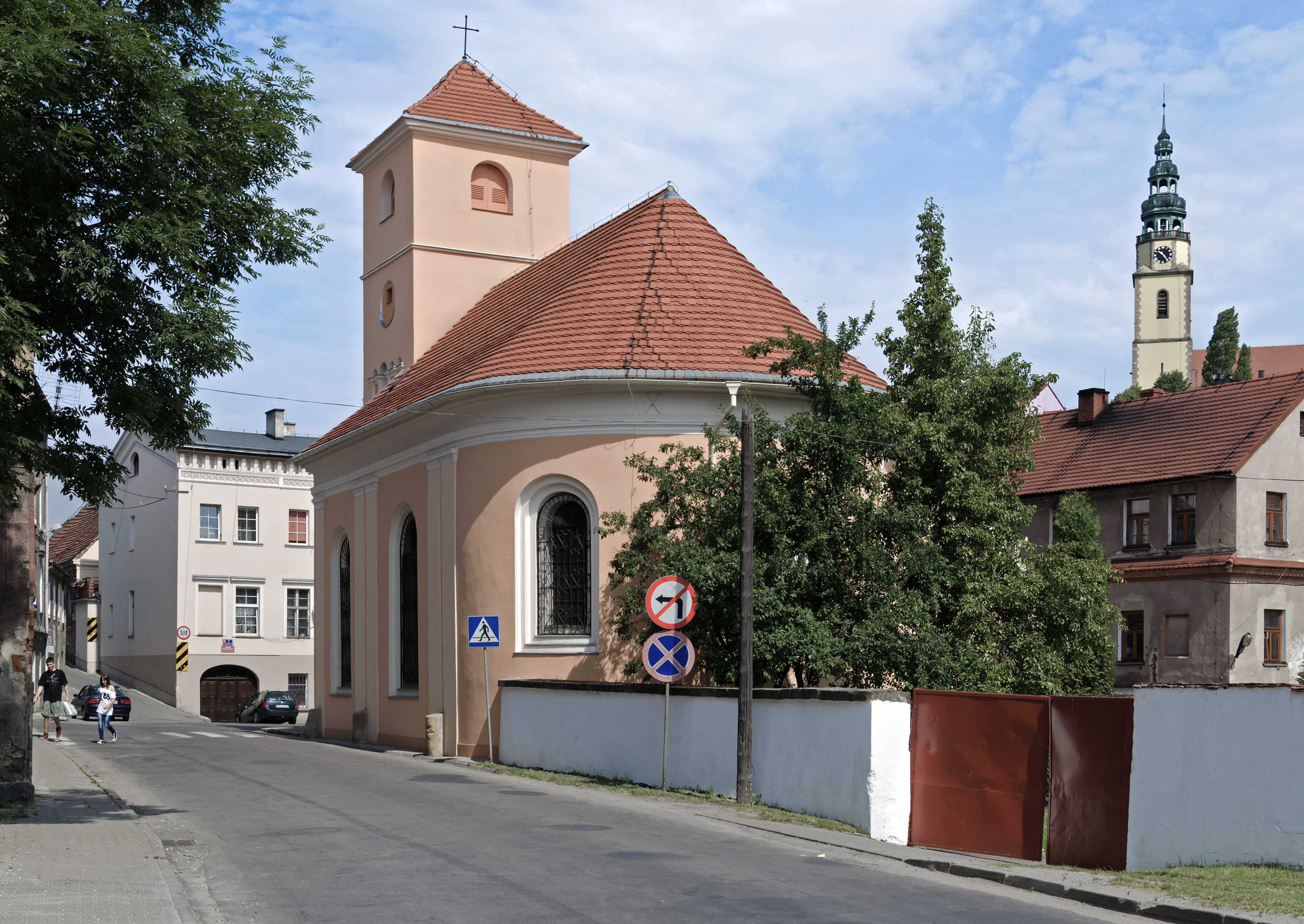
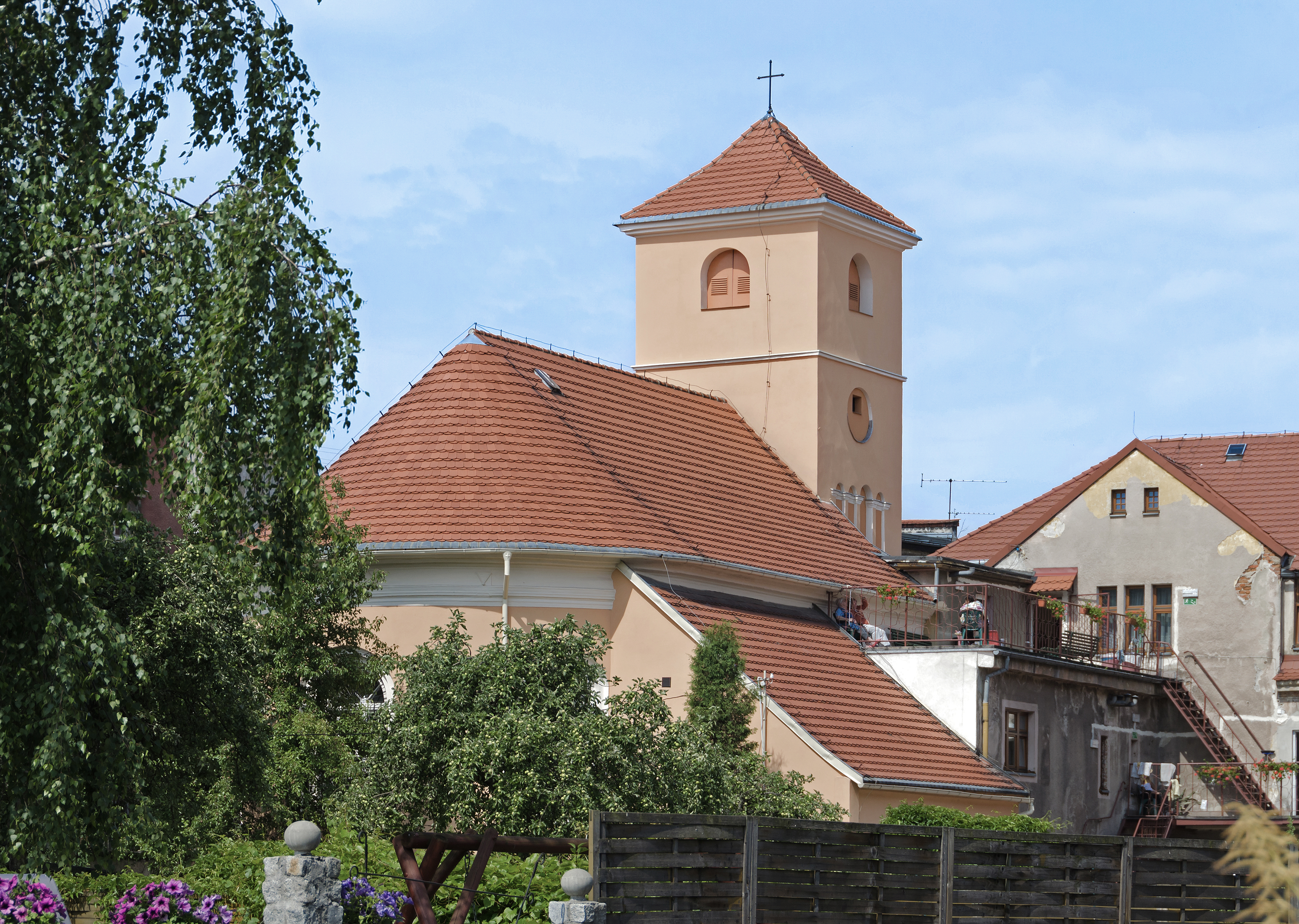
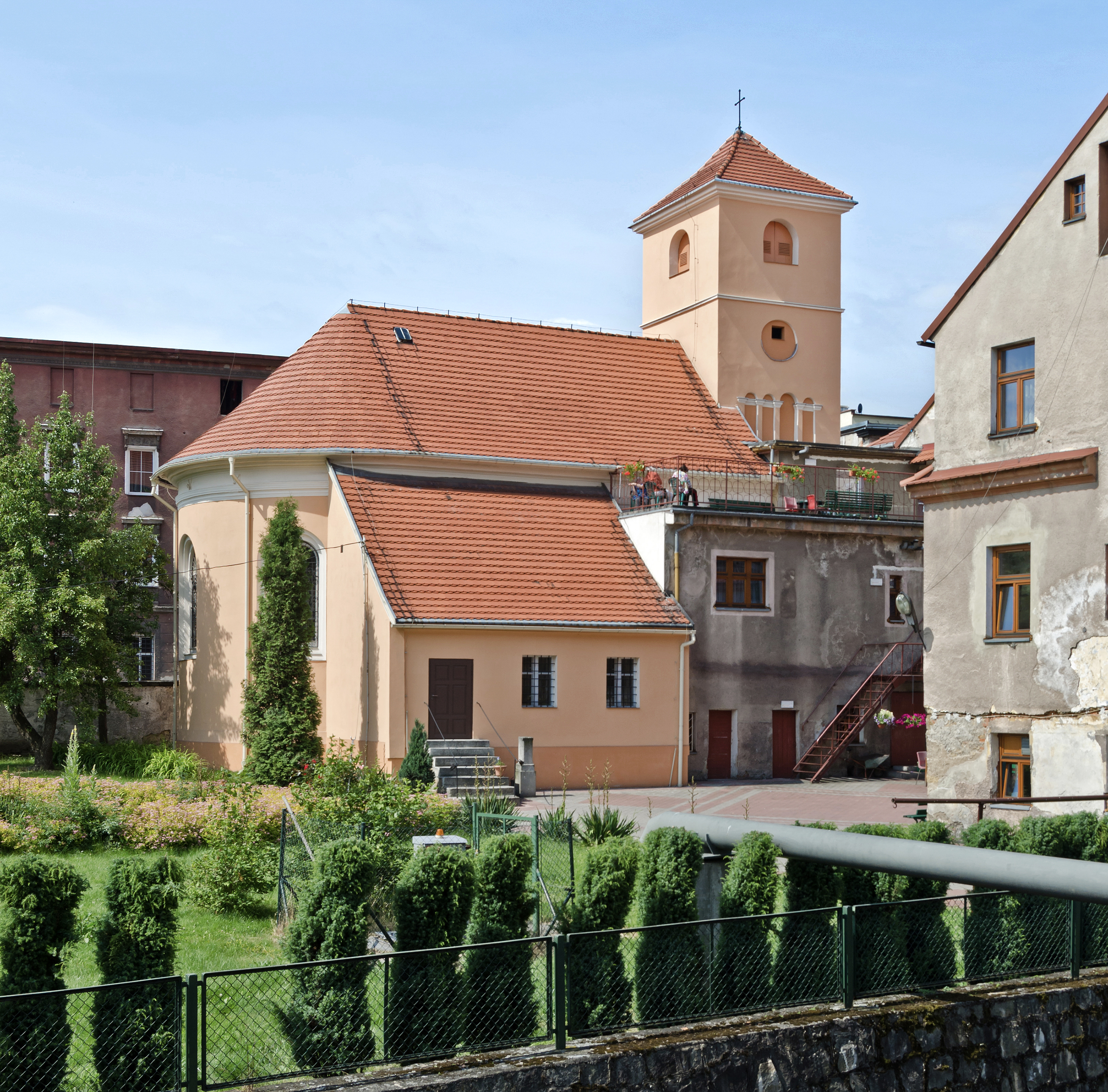
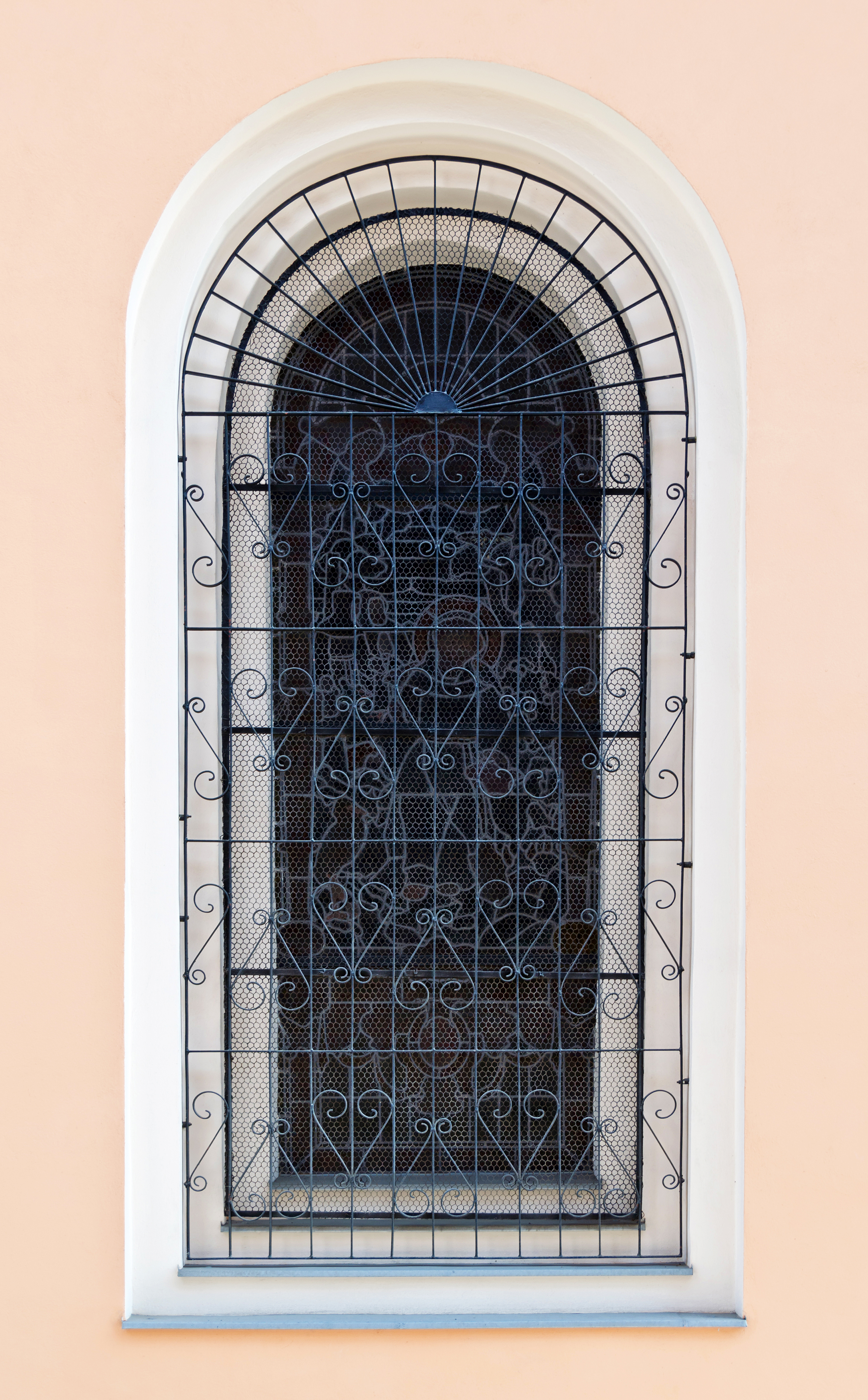
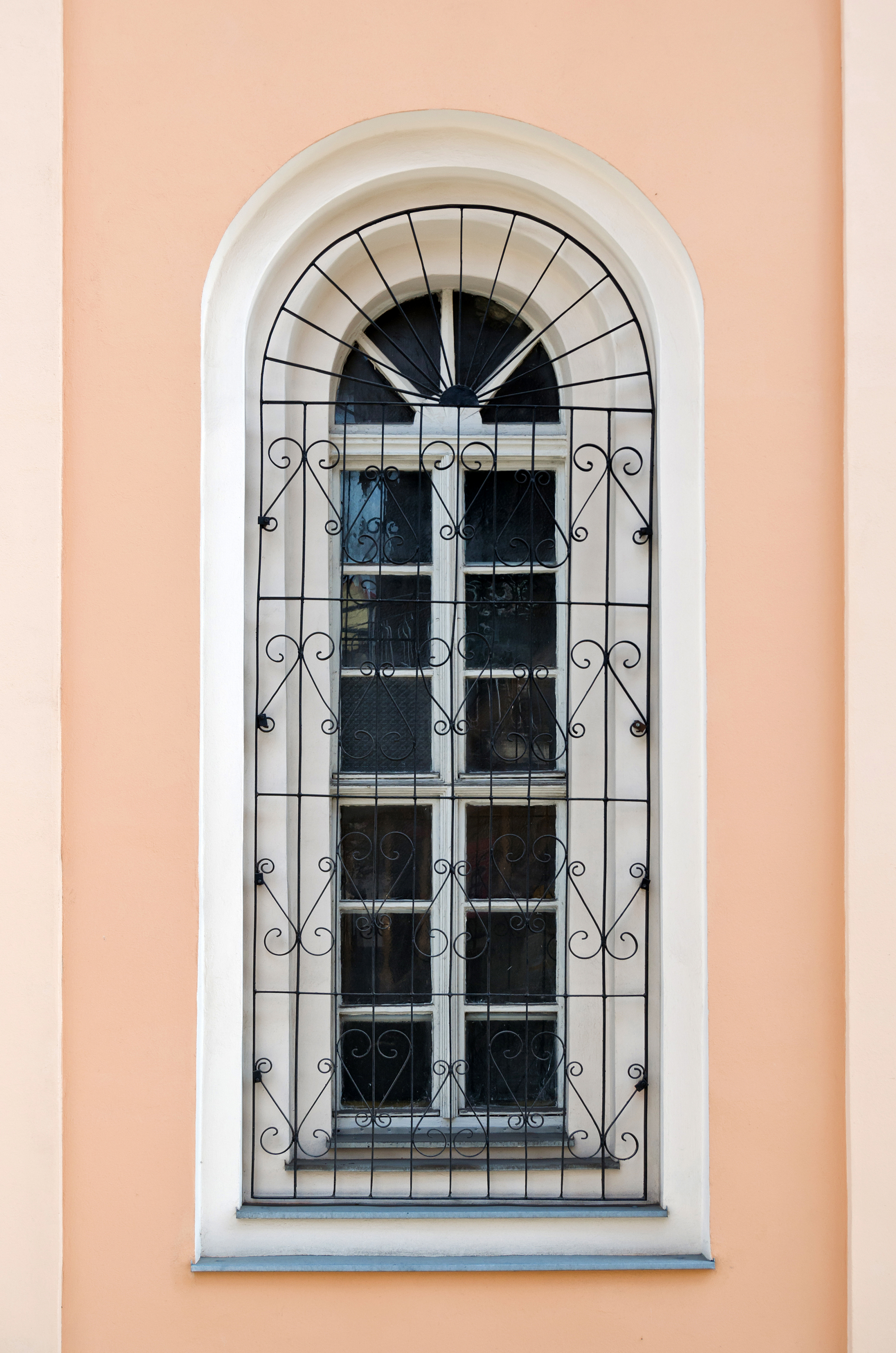